# Adelognathus britannicus
Adelognathus britannicus är en stekelart som beskrevs av Perkins 1943. Adelognathus britannicus ingår i släktet Adelognathus och familjen brokparasitsteklar. Inga underarter finns listade i Catalogue of Life.